# يسري الباشا
يسري الباشا هو لاعب كرة قدم سعودي يلعب في خط الهجوم و سبق أن مثل نادي الإتفاق السعودي ونادي الفيحاء السعودي ونادي الخليج السعودي ونادي العدالة السعودي و خاض تجربة احترافية قصيرة في الدوري العماني مع نادي الشباب العماني و سبق له تمثيل المنتخب السعودي لكرة القدم في 16 مباراة دولية سجل خلالها 9 أهداف دولية.

## روابط خارجية
- يسري الباشا على موقع قاعدة بيانات كرة القدم.إي يو (الإنجليزية)
- يسري الباشا على موقع ناشيونال فوتبول تيمز (الإنجليزية)
- يسري الباشا على موقع عالم كرة القدم.نت (الإنجليزية)